# Saint-Martin-du-Tilleul
Saint-Martin-du-Tilleul è un comune francese di 247 abitanti situato nel dipartimento dell'Eure nella regione della Normandia.

## Società

### Evoluzione demografica
Abitanti censiti